# Bill Skarsgård
Bill Istvan Günther Skarsgård (9 d'agost de 1990) és un actor suec.
Ha interpretat Pennywise, el pallasso que balla a les pel·lícules de terror It (2017) i It Chapter Two (2019), i al comte Orlok a Nosferatu (2024).

## Biografia
Skarsgård va néixer a Vällingby (Suècia), fill de l'actor Stellan Skarsgård i la metgessa My Skarsgård. Té set germans: Alexander, Gustaf i Valter (tots ells actors), així com Sam, Eija, Ossian i Kolbjörn. Ossian i Kolbjörn són germanastres d'un matrimoni posterior entre Stellan Skarsgård i Megan Everett.
El 2011, Skarsgård va ser nominat als Guldbagge, els premis de cinema de Suècia, pel seu paper com a Simon, el protagonista de Simple Simon. Als 21 anys va guanyar el guardó "Estrelles emergents" de l'Acadèmia de Cinema Europeu el 2012. El 2013 va començar a treballar a la sèrie de Netflix Hemlock Grove, com a Roman Godfrey. L'abril de 2014 va aparèixer a la portada de Hero, una revista de moda i cultura d'homes bianual, fotografiat per Hedi Slimane. Al mateix número era entrevistat pel seu pare.
Skarsgård va interpretar Matthew a la pel·lícula de ciència-ficció The Divergent Series: Allegiant (2016), el seu primer paper en una pel·lícula de renom dels Estats Units. L'any següent va interpretar Pennywise, el pallasso que balla, a la pel·lícula de terror It, que tornaria a interpretar a la seqüela el 2019. La seva interpretació va ser lloada tant pel públic com per la crítica. Va formar part del repartiment de la sèrie Castle Rock, on interpretava un noi jove amb un problema legal poc comú. També va interpretar Zeitgeist a Deadpool 2.

## Vida personal
Skarsgård té una relació amb l'actriu sueca Alida Morberg. L'octubre de 2018 van ser pares d'una nena.

## Filmografia

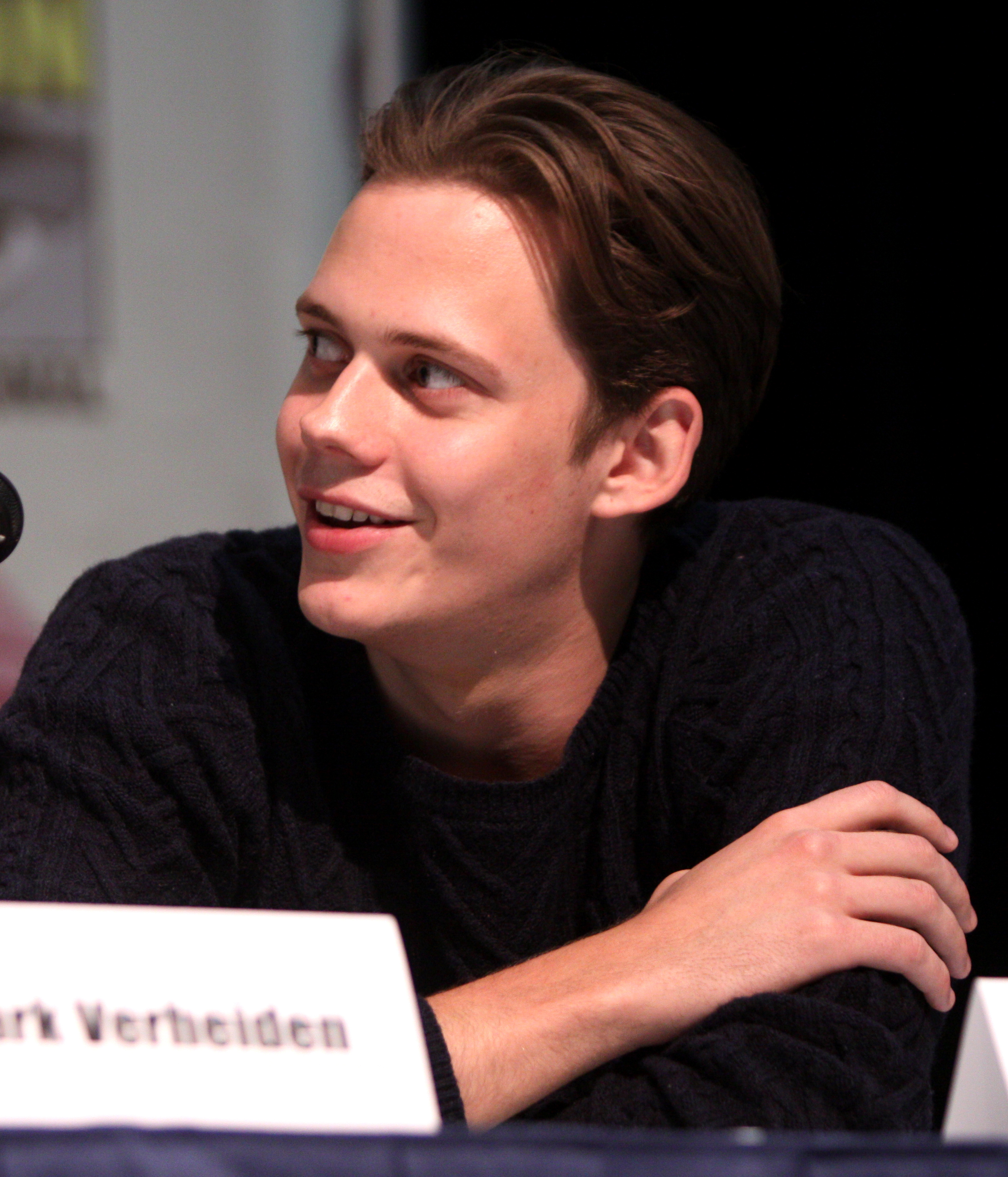
Skarsgård a la Convenció Internacional de Còmics de San Diego de 2013.

### Pel·lícules
| Any  | Títol                             | Paper                                            | Notes        |
| ---- | --------------------------------- | ------------------------------------------------ | ------------ |
| 2000 | White Water Fury                  | Klasse                                           |              |
| 2007 | Spending the Night                | Victor                                           | Curtmetratge |
| 2008 | Pigan brinner!                    | Tonårs-Nosferatu                                 | Curtmetratge |
| 2008 | Arn – The Kingdom at Road's End   | Erik                                             |              |
| 2009 | Kenny Begins                      | Pontus                                           |              |
| 2010 | Simple Simon                      | Simon                                            |              |
| 2010 | Behind Blue Skies                 | Martin                                           |              |
| 2011 | The Crown Jewels                  | Richard Persson                                  |              |
| 2011 | Simon & the Oaks                  | Simon                                            |              |
| 2012 | Anna Karenina                     | Capità Machouten                                 |              |
| 2013 | Victoria                          | Otto                                             |              |
| 2016 | The Divergent Series: Allegiant   | Matthew                                          |              |
| 2016 | A Stone Appears                   | Home                                             |              |
| 2017 | Atòmica                           | Merkel                                           |              |
| 2017 | Alteration                        | Alejandro                                        | Curtmetratge |
| 2017 | It                                | It / Pennywise, el pallasso que balla / Bob Gray |              |
| 2017 | Battlecreek                       | Henry                                            |              |
| 2017 | Moomins and the Winter Wonderland | Moomintroll (veu)                                | [ 13 ]       |
| 2018 | Assassination Nation              | Mark                                             |              |
| 2018 | Deadpool 2                        | Axel Cluney / Zeitgeist                          |              |
| 2019 | Villains                          | Mickey                                           |              |
| 2019 | It Chapter Two                    | It / Pennywise, el pallasso que balla / Bob Gray |              |
| 2020 | Nine Days                         | Kane                                             |              |
| 2020 | The Devil All the Time            | Willard Russell                                  |              |
| 2020 | Naked Singularity                 | Dane                                             |              |
| 2021 | Eternals                          | Kro                                              |              |
| 2022 | Barbarian                         | Keith Toshko                                     |              |
| 2022 | Bränn alla mina brev              | Sven Stolpe                                      |              |
| 2023 | John Wick: Chapter 4              | Marqués Vincent de Gramont                       |              |
| 2023 | Boy Kills World                   | Boy                                              |              |
| 2024 | The Crow                          | Eric Draven / The Crow                           |              |
| 2024 | Locked                            | Eddie Barrish                                    |              |
| 2024 | Nosferatu                         | Comte Orlok                                      |              |

### Televisió
| Any       | Títol                              | Paper                                                          | Notes              |
| --------- | ---------------------------------- | -------------------------------------------------------------- | ------------------ |
| 2002      | Laura Trenter – Dad, the Policeman | Tony                                                           | 2 episodis         |
| 2009      | Livet i Fagervik                   | Mårten                                                         | 1 episodi          |
| 2013–2015 | Hemlock Grove                      | Roman Godfrey                                                  |                    |
| 2018–2019 | Castle Rock                        | Henry Deaver / The Kid (1a temporada) The Angel (2a temporada) |                    |
| 2020      | Soulmates                          | Mateo                                                          | Episodi: «Layover» |
| 2022      | Clark                              | Clark Olofsson                                                 | 6 episodis         |
| 2025      | It: Welcome to Derry               | It / Pennywise, el pallasso que balla / Bob Gray               | 9 episodis         |

## Guardons i nominacions
| Any  | Títol        | Associació                                 | Categoria                                                                      | Resultat  | Ref.   |
| ---- | ------------ | ------------------------------------------ | ------------------------------------------------------------------------------ | --------- | ------ |
| 2011 | Simple Simon | Guldbagge                                  | Millor actor                                                                   | Nominat   |        |
| 2011 | Simple Simon | Premis Young Artist                        | Millor interpretació en una pel·lícula internacional – Actor jove protagonista | Nominat   |        |
| 2012 | Ell mateix   | Festival Internacional de Cinema de Berlín | Guardó estrelles emergents                                                     | Guanyador |        |
| 2017 | It           | Premis Fright Meter                        | Millor actor secundari                                                         | Guanyador |        |
| 2017 | It           | Premis Seattle Film Critics                | Millor antagonista                                                             | Nominat   |        |
| 2018 | It           | Premis Saturn                              | Millor actor secundari                                                         | Nominat   | [ 14 ] |
| 2018 | It           | Premis MTV Movie & TV                      | Millor antagonista                                                             | Nominat   | [ 15 ] |
| 2018 | It           | Premis Teen Choice                         | Millor antagonista                                                             | Nominat   |        |